# Samo (isola)

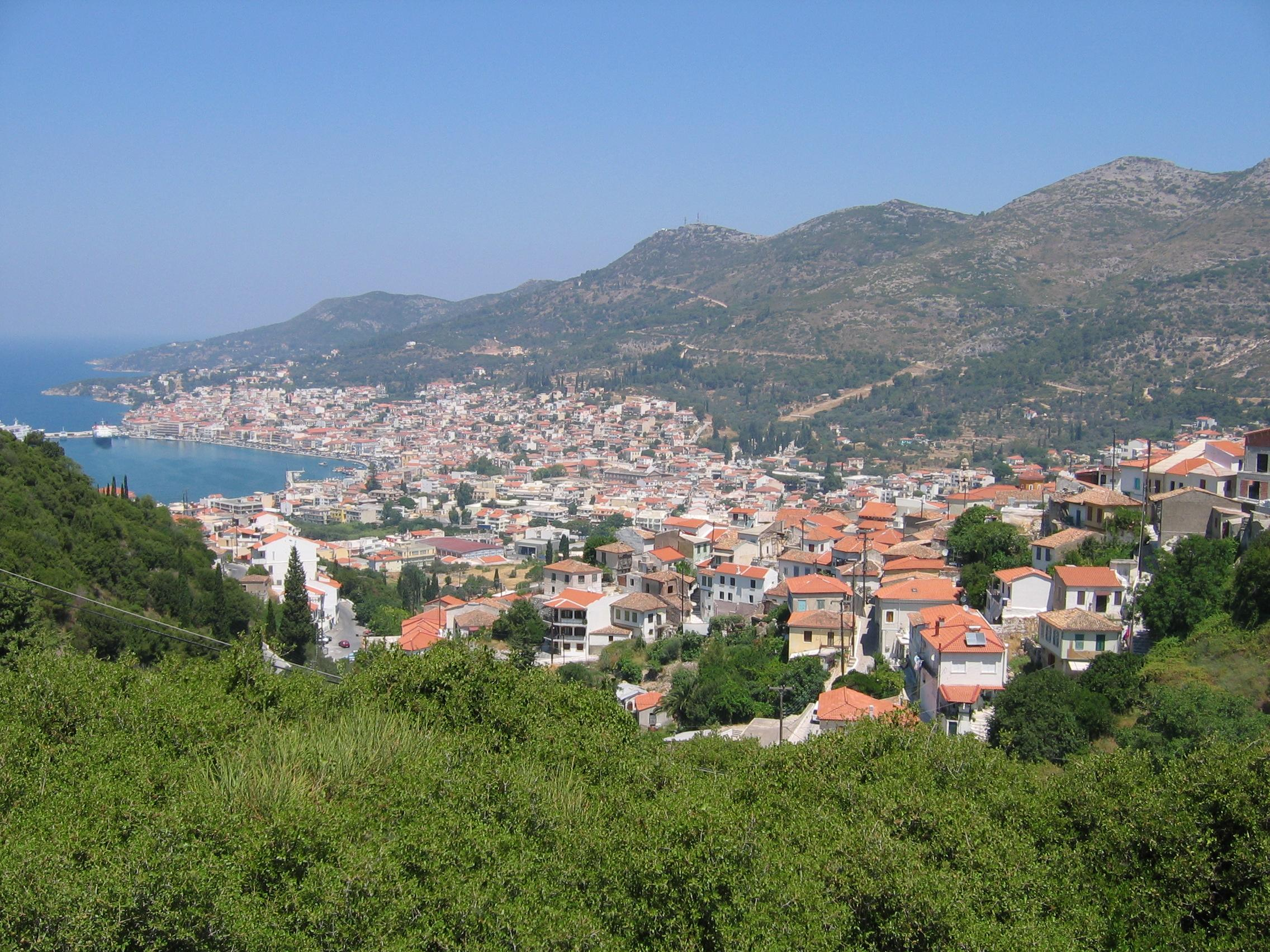
La città di Samo

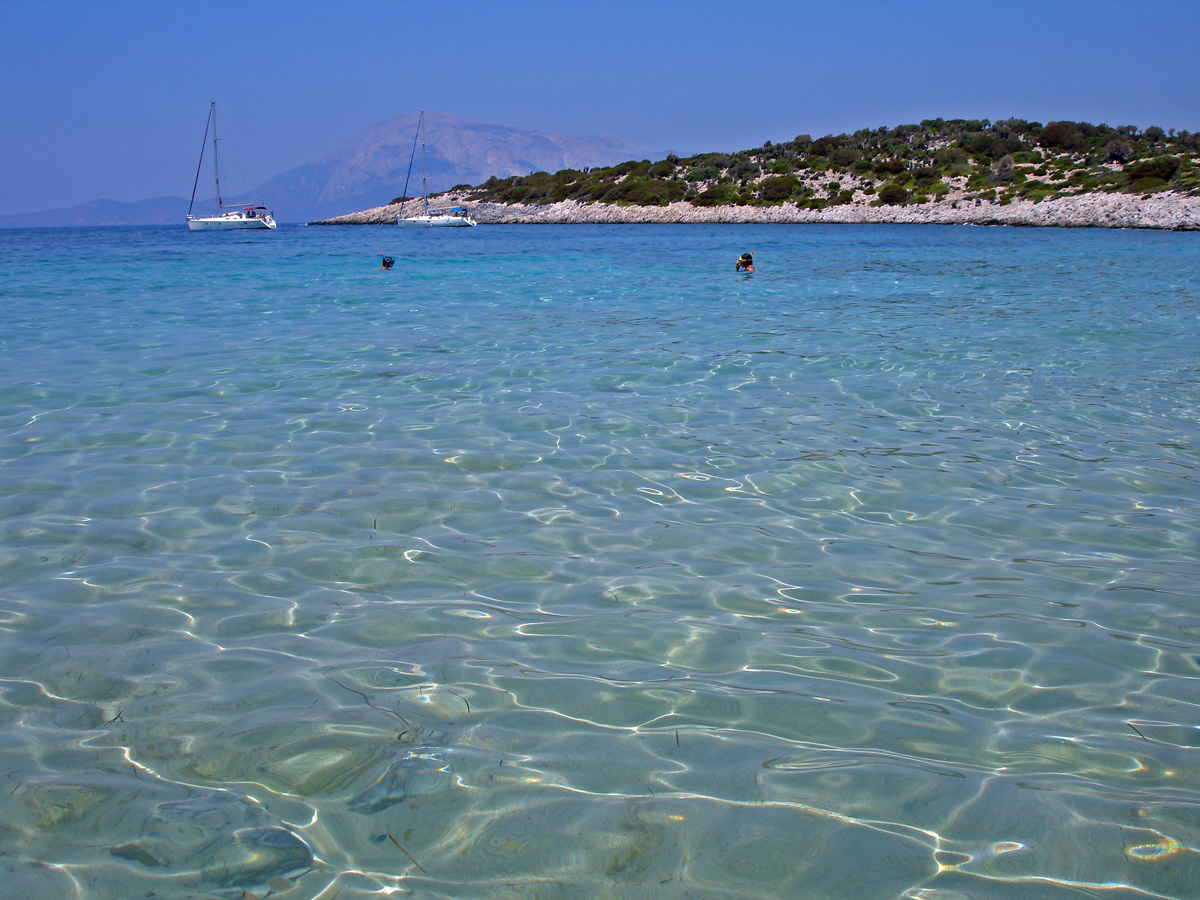
La spiaggia di Psalida

Samo (in greco Σάμος?, Sámos) è un'isola greca dell'Egeo orientale, ubicata tra l'isola di Chio a nord, le isole del Dodecaneso, in particolare Patmo a sud e poco lontano dalla costa della Turchia (l'antica Ionia). Dal punto di vista amministrativo costituisce un'unità periferica e comune nella periferia dell'Egeo Settentrionale.
Samo è la patria di Epicuro, Melisso, Aristarco, Pitagora ed Escrione. Vi soggiornarono Anacreonte ospite di Policrate II e Ibico ospite di Policrate I. Alcune costruzioni che si trovano sull'isola (il Pythagoreion e l'Heraion) sono state inserite nel 1992 nell'elenco dei Patrimoni dell'umanità dell'UNESCO.

## Geografia

### Territorio
La superficie dell'isola è di 468 km², è lunga 43,4 km e larga 13,2 km. Samo è una delle principali isole dell'Egeo nonché una tra le più fertili e più vicine alla Turchia, dalla quale è separata da uno stretto di circa 1000 m.
Il suolo è prevalentemente montuoso e l'isola in lunghezza è percorsa dalla catena montuosa del Kerketeus, la cui cima più alta è il Vigla a 1433 m s.l.m. sul monte Kerkis, un vulcano estinto. Tale catena montuosa è la continuazione di un'altra presente sulla penisola anatolica, il cui punto più estremo è il promontorio di Trogilium, esattamente di fronte a Samo. A Samo sono presenti monti tra i più alti delle isole dell'Egeo.
L'isola è particolarmente fertile e in maggior parte è coperta da uliveti e da vigneti. Il vino dell'uva Vathy gode di un'ottima reputazione.

### Clima
Il clima dell'isola è tipicamente mediterraneo. Durante i mesi estivi, come la maggior parte delle isole del Dodecaneso, Samo viene spazzata dal meltemi, un vento che riesce in parte a mitigare la calura, soprattutto sulla costa settentrionale.
La temperatura media annua è di circa 19 °C, con massime oltre i 40 °C in Luglio e Agosto. La vicinanza con la penisola anatolica e la presenza di rilievi aumentano il tasso di precipitazioni dell'isola, che raggiunge livelli paragonabili a quelli della Grecia occidentale, più elevati che in altre isole egee.
Temperature medie mensili e precipitazioni a Samo
|                   | Gen  | Feb  | Mar  | Apr  | Mag  | Giu  | Lug  | Ago  | Set  | Ott  | Nov  | Dic  |
| T. media (°C)     | 10.5 | 10.4 | 12.5 | 16.2 | 21.0 | 26.0 | 28.9 | 28.6 | 24.4 | 19.8 | 15.0 | 12.1 |
| Giorni di pioggia | 11.7 | 10.8 | 8.3  | 7.4  | 4.0  | 1.0  | 0.2  | 0.1  | 1.8  | 5.0  | 9.4  | 13.8 |

Fonte: Servizio meteorologico nazionale greco (anni: 1978 - 2010)

## Geografia antropica
Il centro e porto principale è la città di Vathy, comunemente chiamata Samo; altri porti importanti sono Karlovasi e Pythagoreio, mentre altri paesi particolari sono Kokkari, Manolates, Khora e Pagondas.
Sull'isola è presente l'aeroporto internazionale di Samo (IATA: SMI, ICAO: LGSM).

## Storia
Già abitata in età preistorica da popoli anatolici, intorno all'anno 1000 a.C. fu occupata da gente ionica, guidata da Neleo, principe ateniese.
Nei secoli successivi l'isola ebbe un periodo florido grazie ai commerci marittimi e all'abilità dei suoi abitanti nella navigazione, tra i quali si distinse Kolaios che superò nel 640 le Colonne d'Ercole. La massima fortuna dell'isola si ebbe intorno al 540 a.C., in coincidenza con il regno di Policrate, durante il quale l'isola si popolò di artisti, poeti e scienziati. Nel 478 l'isola aderì alla lega delio-attica e nel 439 fu conquistata da Atene. Durante il periodo ellenistico l'isola rimase autonoma e dal 129 a.C. entrò a far parte della provincia romana d'Asia.
A Samo nel 580 a.C. nasce Pitagora, da una famiglia benestante che indirizza il figlio verso gli studi. Fin da giovane Pitagora risulta un ragazzo con grandi doti intellettuali, intraprende viaggi che segnarono le sue influenze culturali, in particolare in Egitto e in Babilonia. Tornato a Samo decise di stabilirsi poi definitivamente a Crotone dove fonderà la prima scuola di Filosofia del mondo, conosciuta come la scuola pitagorica.
Nel 531 a.C. alcuni profughi di Samo, sfuggiti alla tirannide di Policrate approdarono presso le coste dell'odierna Pozzuoli e fondarono, con il consenso di Cuma, la città di Dicearchia, cioè del giusto governo.
Durante la guerra del Peloponneso, mentre gli spartani assediavano Atene, quest'ultima sfaldò il suo sistema di dominio: tutte le città della Lega delio-attica, con l'eccezione di Samo, defezionarono. Questo portò alla vittoria di Sparta.
Agli inizi del XVIII secolo un folto gruppo di famiglie albanesi della Morea (arvaniti), esuli in fuga dai turchi-ottomani, hanno trovato rifugio nell'isola, colonizzando la zona montuosa centrale.
Sotto sovranità ottomana, dal 1835 l'isola di Samo ebbe dall'Impero turco una certa autonomia come Principato di Samo. Nel 1912, a seguito dell'esito della Prima guerra balcanica, fu annessa allo Stato Greco.
Negli anni 1978-1979, nel nome simile che li accomuna, è avvenuto il gemellaggio tra la cittadina dell'Isola e il piccolo comune calabrese di Samo, fondato nel 492 a.C. da coloni antichi greci provenienti probabilmente dall'isola.

## Archeologia
Gli scavi hanno portato alla luce le mura fornite di torri circolari, due enormi moli risalenti al VI secolo a.C. e una necropoli.
Il tempio di Hera è formato da una parte più antica, risalente al IX secolo a.C., realizzata in pietra e mattoni di argilla e una copertura di legno. Dopo un incendio, nel 600 a.C. venne costruita la stoà e 40 anni dopo fu ultimato il cosiddetto grande tempio chiamato "labirinto" per la presenza di numerose colonne. Nel 530 a.C. fu ricostruito da Policrate.
Durante la dominazione romana il centro fu impreziosito da numerosi edifici sacri e nel V secolo d.C. venne eretta una basilica cristiana.

## Economia
Tra i prodotti di Samo vi sono tabacco, vino di Samo, miele, olio d'oliva, cedro, fichi. Il moscato è la principale varietà di uva usata per la produzione del vino.
Il vino di Samo, celebrato nei tempi antichi, è il prodotto più caratteristico e gode di una buona reputazione.
Tra le esportazioni si contano anche seta, olio, uva sultanina e altra frutta secca.

## Modi di dire
L'espressione portare vasi a Samo significa fare una cosa inutile dato che a Samo vi era una grande produzione di vasi.